# Quartier de la Muette
Das Quartier de la Muette ist das 62. der 80 Quartiers (Stadtviertel) von Paris im 16. Arrondissement.

Die Stadtviertel im 16. Arrondissement

## Lage
Der Verwaltungsbezirk im 16. Arrondissement von Paris liegt in einer Seineschleife und wird von folgenden Straßen begrenzt:
Im Westen und Norden grenzt das Stadtviertel an das Département Hauts-de-Seine (Allée du Bord de l’Eau, Boulevard Richard Wallace). Über die Avenue Henri Mandel, die Allée Maria Callas und „durch“ den Jardins du Trocadéro wird die Seine (Avenue de New York, Avenue du Président Kennedy) erreicht. Im Süden bildet das Quartier d’Auteuil die Grenze.

## Namensursprung
Das Viertel, das um das Château de la Muette entstand, wurde danach benannt.

## Geschichte
Das Schloss wurde von den französischen Königen häufig benutzt, wenn sie im nahegelegenen Bois de Rouvray zur Jagd auf Rehe und Hirsche gingen. Zu dem Jagdschloss gehörte eine Station für die Meute. Im Laufe der Zeit ist das französische Wort meute (deutsch Rudel) im Sprachgebrauch zu muette (deutsch Die Stumme) geworden.
Der Stadtteil besteht eigentlich aus zwei Teilen: Im Südwesten gehört ein Teil des Bois de Boulogne zu diesem Viertel, während der bewohnte Teil um das Schloss auf dem Südhang des Colline de Chaillot liegt.

## Sehenswürdigkeiten
- Schloss La Muette
- Maison de Balzac
- Maison de la Radio

### Grünanlagen
- Cimetière de Passy
- Jardins du Trocadéro, Südhälfte mit Blick zum Eiffelturm
- Jardin du Ranelagh

### Museen
- Musée Clemenceau
- Musée de l’Homme
- Musée du Vin
- Musée Marmottan Monet
- Musée national de la Marine

## Premiere in der Luftfahrt
Die Geschichte der Ballonfahrt begann in Europa 1783 mit den Papierfabrikanten Joseph Michel Montgolfier und seinem Bruder Jacques Étienne Montgolfier. Nachdem sie einen ersten Versuch im Juni 1783 in Annonay unternommen hatten, wiederholten sie ihr Unternehmen auf Einladung des Königs Ludwig XVI. am 21. November 1783 in den Gärten von La Muette. Der an jenem Tag vorgenommene Flug mit dem Physiker Jean-François Pilâtre de Rozier (1757–1785) und dem Marquis d’Arlandes an Bord war der erste Flug in Anwesenheit von Mitgliedern der königlichen Familie sowie des späteren US-Präsidenten Benjamin Franklin (1706–1790), der zu jener Zeit in Passy lebte.